# 西嶋八兵衛
西嶋 八兵衛（にしじま はちべえ）は、日本の武士。江戸時代に活躍した土木技術家。

## 略歴
- 1596年、遠江国（現在の静岡県）の浜松に生まれる。
- 1612年、伊勢国（現在の三重県）津藩主藤堂高虎に仕える。
- 1616年、大坂城修築工事に関わる。
- 1624年、讃岐国（現在の香川県）高松藩主生駒高俊（高虎の孫）に招かれる。
- 1627年、高松藩奉行に就任し、竜満池、小田池（ともに高松市）、福江大池を築く。
- 1628年、400年以上廃池になっていた満濃池（まんのう町）の改修に着手し、山大寺池（三木町）を築き、三谷池（三郎池、高松市）を改修する。
- 1630年、岩瀬池、岩鍋池を改修する。
- 1631年、満濃池の改修が完了する。
- 1635年、神内池を築く。
- 1637年、香川郡香東川を付け替え、東の流れの跡地に栗林荘（栗林公園の前身）の築庭を行い、高松東濱から新川まで堤防を築き、屋島、福岡、春日、木太新田を開墾する。
- 1639年、一ノ谷池（観音寺市）が完成し、伊勢国に帰郷する。讃岐では、90あまりのため池を築く。
- 1645年、津藩の江戸家老加判役となり、1000石を領する。
- 1646年、藩主藤堂高次に伴って伊勢に帰国し、ため池の新設・修理を行なう。
- 1647年、伊賀国の新田開発を行なう。
- 1648年、津藩の城和加判奉行となる。

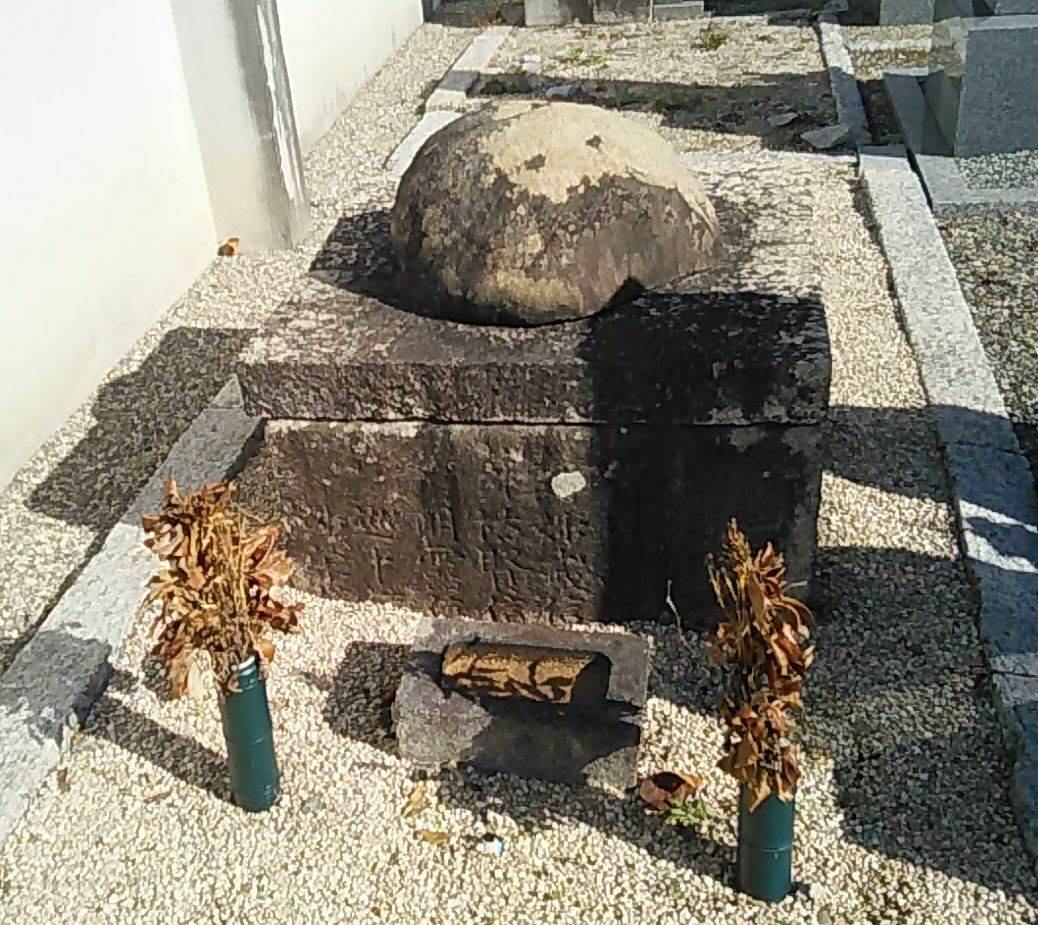
西嶋八兵衛の墓(伊賀市指定史跡・伊賀市正崇寺)

- 西嶋八兵衛の墓(伊賀市指定史跡・伊賀市正崇寺)1658年、伊賀奉行となって伊賀国上野へ転居するが、城和加判奉行・中小路五郎右衛門の急逝により、その後任として再び城和加判奉行に就任。
- 1677年、城和加判奉行を致仕して引退。
- 1680年、伊賀国上野にて85歳で死去する。

平成17年（2005年）6月、西嶋八兵衛の功績を記念して、栗林公園内に銅像が建てられた。また、三重県津市丸之内の国道23号脇にも、銅像がある。